# Nam Giải
Nam Giải Thứ thứ hùng (?-24, trị vì 4–24 CE) là vị quốc vương thứ hai của Tân La, một trong Tam Quốc Triều Tiên. Tên của ông là Nam Giải, còn Thứ thứ hùng là xưng hiệu thời kỳ đầu của Tân La dành cho người đứng đầu. Nam Giải không phải là vị vua duy nhất được gọi là Thứ thứ hùng. Theo Tam quốc sử ký (Samguk Sagi), Kim Đại Vấn (Kim Dae-Mun) đã giải thích rằng xưng hiệu Thứ thứ hùng ("Chachaung") nghĩa là một pháp sư trong tiếng Triều Tiên cổ.
Ông là con trai cả của Phác Hách Cư Thế, người sáng lập nên Tân La, và Yên Anh phu nhân (Aryeong). Họ của ông là Park (Phác), và vợ của ông là Vân Đế phu nhân (운제, 雲帝, Unje).
Thời trị vì của ông chứng kiến nhiều cuộc xâm lược của nước ngoài. Năm 4, quân Lạc Lãng quận bao vây Kim Thành (Geumseong), kinh đô Tân La, song đã bị đẩy lui. Nụy Quốc ở Nhật Bản từng xâm lược Tân La vào năm 14, trong khi Tân La đang chống lại đội quân này thì Lạc Lãng quận lại xâm lược một lần nữa. Tuy nhiên, Một trận mưa sao băng được thuật lại là đã rơi xuống quân doanh của quân Lạc Lãng quận khiến binh lính hoảng sợ, và rút lui.
Ông mất năm 24 và được chôn tại Xà Di viên (Sareung-won).